# Siegfried Knappe
Siegfried Knappe (ur. 15 stycznia 1917, zm. 1 grudnia 2008) – oficer w armii niemieckiej w stopniu majora, podczas II wojny światowej członek sztabu LVI Korpusu Pancernego gen. Helmutha Weidlinga.

## Życiorys
Jako młody porucznik artylerii (Leutnant der Artillerie) w Grupi Kleista wziął udział w inwazji na Francję. Został odznaczony za działania w okolicy Paryża, które miały miejsce w nocy z 14 czerwca 1940 na południe od Tremblay-en-France, w kanale Ourcq. Ponieważ Grupy francuskich marynarzy nie zostały poinformowane o decyzji o uznania Paryża miastem otwartym.
W rezultacie doszło do bitwy o most z użyciem karabinów maszynowych. Niemieckiej piechocie, nie udało się usunąć broniących się Francuzów, przez co musieli użyć wsparcia artyleryjskiego.
Knappe został ranny w dłoń i nadgarstek. W dniu 19 czerwca 1940 r. został ewakuowany. Za męstwo Knappe otrzymał Krzyż Żelazny II klasy.
Knappe walczył także na froncie wschodnim i kampanii włoskiej. Za udział w kampanii włoskiej miał otrzymać Krzyż Żelazny I klasy w szczególności za prowadzone ataki artyleryjskie. Zakończył wojnę w Berlinie. 2 maja 1945 opuścił bunkier Hitlera i trafił do sowieckiej niewoli. Po zwolnieniu z niewoli wyemigrował z rodziną do Stanów Zjednoczonych. Napisał swoje wspomnienia, które zostały opublikowane w Soldat tytuł: Reflections of german solider, 1936-1949. Knappe pomagał przy kręceniu filmu Upadek. Zmarł półtora miesiąca przed 92 rocznicą urodzin.